# Ироквој (Јужна Дакота)
Ироквој (енгл. Iroquois) град је у америчкој савезној држави Јужна Дакота.

## Демографија
По попису из 2010. године број становника је 266, што је 12 (-4,3%) становника мање него 2000. године.
| Група             | 2000.       | 2010.       |
| Белци             | 266 (95,7%) | 262 (98,5%) |
| Афроамериканци    | 0 (0,0%)    | 0 (0,0%)    |
| Азијати           | 1 (0,4%)    | 0 (0,0%)    |
| Хиспаноамериканци | 7 (2,5%)    | 1 (0,4%)    |
| Укупно            | 278         | 266         |